# Lagopus
Lagopus é um género de aves galliformes, pertencente à família dos Fasianídeos. O grupo é típico das regiões frias do Hemisfério Norte e pode ser encontrado em habitats de tundra, sub-árticos e alpinos.

## Taxonomia
O género Lagopus foi introduzido pelo zoólogo francês Mathurin Jacques Brisson em 1760, tomando o lagopo-ruivo (Lagopus lagopus) como espécie-tipo.

## Etimologia
Quanto ao nome genérico, Lagopus, provêm do grego antigo λαγώπους (lagópus), termo resultante da aglutinação dos étimos λᾰγώς (lebre) e πούς (pé), pelo que significa «com pés de lebre», por alusão às patas cobertas de penas, características destas aves, as quais fazem lembrar as patas de lebres cobertas de pêlos.

## Espécies
- Lagopo-ruivo[4] (Lagopus lagopus)
- Lagopo-branco[4] (Lagopus muta)
- Lagopo-de-cauda-branca[4] (Lagopus leucora)